# エコツーリズム
エコツーリズム（英:Ecotourism）は、自然環境や歴史文化を体験しながら学ぶとともに、その保全にも責任を持つ観光のあり方である。生態観光ともいう。
エコツーリズムの考え方に沿った旅行行程、もしくはプログラムのことをエコツアーという。具体的には、環境学習の要素を持ち自然を探訪するツアー、農山漁村や地域の風土・文化などを訪ねるツアー、少数民族の暮らしや文化・風土などを訪ねるツアー、などがあげられる。また、自然と人との「仲介」となって自然解説を行うことをインタープリテーションという。インタープリテーションを行う者はインタープリター と呼ばれる。
エコツーリズムは、元々開発途上国の自然保護のための資金調達手法として取り入れられた考え方である。今日、持続可能性な観光の１つのあり方として先進国でも展開されており、2002年を国際連合が「国際エコツーリズム年」とするなど、国際的にも定着した用語(ecotourism)となっている。
日本においては、2008年にエコツーリズム推進法が施行された。

## 定義
エコツーリズムの定義は、立場、国によって、大きく異なっている。
- 環境省による定義
- 日本エコツーリズム協会による定義[2]
- 日本自然保護協会による定義[3]
- 日本エコツーリズムセンターによる定義[4]

## エコツーリズムを推進する全国組織・団体
- NPO法人日本エコツーリズム協会
- NPO法人日本エコツーリズムセンター

## エコツーリズムを推進している協議会
- 北海道
  - 知床エコツーリズム推進協議会
    1. 羅臼旅館組合などと協力した滞在型モデルツアーの推進
    2. 地域産業と連携したエコツーリズムの展開
    3. 先進地視察と報告ワークショップの開催
    4. 日本国外からの旅行者の誘致推進
    5. 知床五湖・羅臼湖などの既存観光地の適正利用

  - 標津町エコツーリズム推進協議会
- 東北
  - 早池峰エコツーリズム推進協議会
    1. 岩手県の北上山地を中心に少人数制ツアー実施（登山、里山散策、山暮らし体験など）
    2. お供え団子などの郷土料理作り体験

  - 環白神エコツーリズム推進協議会
    1. 白神山地周辺の自治体である鰺ヶ沢町、深浦町、西目屋村、藤里町、八峰町を中心に広域でのエコツーリズムを推進
    2. 環白神エコツーリズムフォーラムの開催

  - 緑の真珠気仙沼大島エコツーリズム推進協議会
  - 田尻エコツーリズム推進協議会
- 関東
  - 裏磐梯エコツーリズム推進協議会
  - 北塩原村エコツーリズム推進協議会
  - 小笠原エコツーリズム協議会
  - 谷川岳エコツーリズム推進協議会
  - 飯能市エコツーリズム推進協議会
  - 南信州エコツーリズム推進協議会
  - 信州安曇野まつかわ村エコツーリズム推進協議会
- 中部・北陸
  - 富士山北麓エコツーリズム推進協議会
  - 南アルプス・井川エコツーリズム推進協議会
  - 山中湖村エコツーリズム推進協議会
    1. 山中湖の環境特性に合わせた動植物の保護
    2. エコツーリズムによる冬期の観光振興や繁忙期を緩和することでのサービス低下防止
    3. 山中湖を深く理解してもらうための中長期滞在型の旅行のための環境作り
- 近畿・関西
  - 名張市エコツーリズム推進協議会
  - 鳥羽市エコツーリズム推進協議会
  - 宮津市エコツーリズム推進協議会
    1. エコツアー・モデルコースの選定および歩き方ガイドの作成
    2. ガイドの養成
    3. 世屋里山暮らし塾の開催
    4. 地元産品の発掘・買出しツアー、野鳥観察会などのモニターツアーの企画開催
    5. 自然観光資源・産品などの「宝」のデータベースづくりと発信

  - 南丹市美山エコツーリズム推進協議会
  - 湖西地域エコツーリズム推進協議会
    1. 湖西地区でのエコツアーや体験プログラムをPRする「湖西まるごと体験博」を実施
    2. 新旭町エコツーリズムキックオフシンポジウムの開催
    3. 琵琶湖博物館と連携した研究発表

  - 六甲摩耶・有馬地区エコツーリズム推進協議会
- 中国・四国
  - 大山・中海エコツーリズム協議会
  - 秋吉台地域エコツーリズム推進協議会
- 九州
  - 佐世保地区エコツーリズム推進協議会
    1. 九十九島調査室による佐世保市資源調査の実施
    2. ガイド養成講座・出前講座・九十九島エコ講座の実施
    3. モニターツアーの実施

  - 串間エコツーリズム推進協議会
  - 屋久島地区エコツーリズム推進協議会
    1. 屋久島ガイド登録、認定制度作り
    2. 里地におけるツアープログラムの開発
    3. 特定地域の保全と利用のルール作り
- 沖縄
  - 沖縄エコツーリズム推進協議会
    1. 沖縄観光を誘うガイドブックの作成、展覧会の開催などのプロモーション活動
    2. 地域コーディネーターの育成
    3. 沖縄の各地域への支援、県で一体となった観光誘致

  - 慶良間エコツーリズム推進協議会

## 関連図書
- 『ライオンの経済学』Philip Thresher, The Economics of a Lion, University of Chicago Press, 1972
  - ライオン1頭の価値は、ハンティングツアーでは9460 - 9825ドルであるが、アフリカの保護区のサファリの体験ツアーでは、515,000ドルとなる。ライオンにとってもアフリカの住民にとっても、幸せな方法は保護して観光客に見せることである。自然を破壊するツーリズムでなく、人と自然が共生社会する社会関係を目指した旅行形態である。